# Thank You Very Much
Thank You Very Much – singel Margaret, wydany 21 lutego 2013, promujący jej minialbum All I Need, umieszczony również na jej debiutanckiej płycie długogrającej zatytułowanej Add the Blonde. Utwór napisali i skomponowali Thomas Karlsson i Joakim Buddee, a za produkcję odpowiadał Ant Whiting.
Singel był trzecim najczęściej kupowanym singlem w formacie cyfrowym w Polsce w 2013 roku, dzięki czemu otrzymała od Związku Producentów Audio-Video wyróżnienie Cyfrowej Piosenki Roku.
Przebój był ponadto notowany na 41. miejscu na liście najlepiej sprzedających się singli w Niemczech, na 38. miejscu na oficjalnej liście sprzedaży w Austrii i na 22. pozycji najczęściej kupowanych utworów we Włoszech.
Kompozycja zajęła 2. miejsce, reprezentując Polskę na Bałtyckim Festiwalu Piosenki 2013 w Karlshamn. Natomiast podczas Eska Music Awards 2013, teledysk zrealizowany do piosenki został nagrodzony w kategorii Eska TV Award – Najlepsze video.

## Autorstwo i historia wydania
Tworzenie tej piosenki zaczęło się od ułożenia melodii, którą skomponowaliśmy w Polsce. Później wysłaliśmy ją do zaprzyjaźnionych z nami muzyków w Szwecji i to tam podczas kolejnych spotkań powstał cały utwór. Nie pisaliśmy tej piosenki konkretnie z myślą o jakimś konkursie lub festiwalu. Chcieliśmy zrobić fajne, popowe nagranie które mogłoby być grane w radiu. Na początku nikt z nas nie chciał go nigdzie wysyłać. Historia powstania tego nagrania wiąże się z naszą wielką miłością do muzyki.

Piosenka została napisana i skomponowana przez Thomasa Karlssona i Joakima Buddee, a wyprodukował ją angielski producent Ant Whiting, współpracujący wcześniej m.in. z M.I.A.
Nagranie zostało wydane jako singel w formacie digital download 21 lutego 2013 w Polsce. Kompozycja promowała minialbum All I Need. Piosenka została także umieszczona na debiutanckim albumie studyjnym Margaret – Add the Blonde.
4 listopada 2013 odbyło się międzynarodowe wydanie singla w formacie cyfrowym, obejmujące większość krajów Europy oraz Japonię, Australię i Nową Zelandię. 18 grudnia kompozycja została natomiast wydana w formie CD, jedynie na terenie Włoch.
Utwór znalazł się na kilkunastu składankach polskich, jak i zagranicznych m.in. Fresh Hits Wiosna 2013 (wydana 26 marca 2013 w Polsce), Best of 2013 – Sommerhits (wydana 28 czerwca 2013 w Austrii, Niemczech i Szwajcarii), We Love Summer 2013 (wydana 5 lipca 2013 w Austrii, Niemczech i Szwajcarii), The Dome – Summer 2013 (wydana 12 lipca 2013 w Austrii, Niemczech i Szwajcarii), Bardzo to lubię! (wydana 16 lipca 2013 w Polsce), Bravo Hits 82 (wydana 26 lipca 2013 w Austrii, Niemczech i Szwajcarii), RMF Polskie Przeboje 2013 (wydana 30 lipca 2013 w Polsce) czy Party Time 2014 (wydana 28 stycznia 2014 w Polsce).

## Wykonania na żywo
26 maja 2012 kompozycja po raz pierwszy została zaprezentowana przez Margaret przed szerszą publicznością podczas konkursu Trendy na festiwalu TOPtrendy 2012, dzięki nominacji Dariusza Maciborka. Artystka wykonała „Thank You Very Much” na tym festiwalu jeszcze dwukrotnie: w 2013 w konkursie Największe Przeboje Roku oraz w 2014 podczas koncertu Królowie sieci.
W lipcu 2013 utwór reprezentował Polskę na Bałtyckim Festiwalu Piosenki w szwedzkim mieście Karlshamn, gdzie zajął 2. miejsce.

Rok po moim występie na TOPtrendy w Sopocie, brytyjska wytwórnia, z którą współpracuję uznała, że pierwotna wersja „Thank You Very Much” jest za mało „brytyjska”. Zaproponowali więc Anta Whitinga jako producenta, który dostał zlecenie przearanżowana tego utworu na potrzeby rynku brytyjskiego. I moim zdaniem piosenka brzmi teraz o wiele lepiej.

Piosenka była ponadto wielokrotnie prezentowana przez Margaret podczas dużych imprez transmitowanych przez TV, zarówno w Polsce, jak i zagranicą m.in. 23 czerwca 2013 w popularnym niemieckim programie ZDF Fernsehgarten, emitowanym na kanale ZDF, 24 sierpnia 2013 na Sopot Top of the Top Festival 2013, 31 sierpnia 2013 w Berlinie podczas koncertu Stars for Free 2013, zorganizowanym przez stację radiową RTL Radio, 7 czerwca 2014 na 51. Krajowym Festiwalu Piosenki Polskiej w Opolu czy też 29 sierpnia 2014 w Bejrucie podczas NRJ Music Tour, organizowanym corocznie przez libańską radiostację NRJ Lebanon.

## Lista utworów
- Digital download[30]

1. „Thank You Very Much” (UK Radio Version) – 3:10
2. „Thank You Very Much” – 3:09

- CD singel[9]

1. „Thank You Very Much” (Radio Edit) – 3:10
2. „Thank You Very Much” (Single Edit) – 3:09
3. „Thank You Very Much” (Extended Version) – 4:21

## Teledysk
Do nagrania powstał kontrowersyjny teledysk, który przedstawia przyjęcie organizowane przez nudystów, a Margaret zagrała w nim jedyną ubraną osobę. Wideo było realizowane w Los Angeles, a jego reżyserem i pomysłodawcą był Chris Marrs Piliero, współpracujący wcześniej z takimi artystami jak Britney Spears czy Ke$ha.
Margaret w jednym z wywiadów o klipie do „Thank You Very Much” powiedziała:

Nie chodziło nam o pokazanie nagości: nagich piersi czy pośladków, dla samego ich pokazania. Chodziło nam o pokazanie ludzkich niedoskonałości. Kiedy wychodzę na ulicę nie widzę idealnych ciał. Ktoś ma za dużo kilogramów, ktoś inny ma tzw. boczki lub jest pomarszczony. Tacy jesteśmy: niedoskonali. I to chcieliśmy pokazać. Nagość nie jest tu celem sprawy. Dlatego ten szum trochę mnie zaskoczył. Okazało się, że ludzie wolą patrzeć na to co piękne, choć nikt idealny nie jest. I takie oburzenie udowadnia naszą hipokryzję.

Teledysk miał premierę w lutym 2013, a już kilka godzin po niej został usunięty z YouTube. W krótkim czasie wideo powróciło jednak na stronę serwisu, ale dostęp do niego został zablokowany dla widzów poniżej 18 lat.

## Odbiór

### Krytyka
„Thank You Very Much” spotkał się z dobrym przyjęciem. Paweł Gzyl, dziennikarz muzyczny, określił piosenkę jako „bezwstydny bubblegum pop w stylu lat 60. z melodyjką, która wręcz natychmiast wpada w ucho”. Jedna z redaktorek serwisu All About Music napisała: „(...) jak na polskie standardy brzmi ciekawie i, co najważniejsze, świeżo. Bardzo podoba mi się gwizdany początek tej piosenki (...) Sam utwór Margaret jest bardzo dobry i niezwykle chwytliwy. Osiągnął zasłużony sukces”. Natomiast Karol Stefańczyk na łamach Codziennej Gazety Muzycznej styl kompozycji porównał do twórczości Lenki.
Dariusz Maciborek – dziennikarz radiowy – w swojej argumentacji, odnośnie do nominacji Margaret do konkursu Trendy w ramach festiwalu TOPtrendy 2012, określił „Thank You Very Much” słowami: „Prosta kompozycja, ale niebanalna. Bez ozdobników, ale z dobrym emocjonalnym przekazem. To jest piosenka z melodią”.
Dziennikarz muzyczny, Krzysztof Szewczyk podczas audycji Leniwa niedziela w Pierwszym Programie Polskiego Radia powiedział o utworze: „Gdy usłyszałem tę piosenkę, pomyślałem, że ona musi tam zaśpiewać. To jest produkt międzynarodowy. Po raz pierwszy polski artysta zaśpiewa po angielsku i ma wielkie szanse wygrać [«Bałtycki Festiwal Piosenki»] (...) Bo to jest taka piosenka, która wpada w ucho, która ma wielkie walory przeboju”.
Elżbieta Zapendowska, krytyk muzyczny, określiła „Thank You Very Much” mianem „świetnej piosenki”, a dziennikarze brytyjskiego tabloidu „The Sun” ocenili nagranie jako „chwytliwa, letnia piosenka”. Z kolei redaktorzy popularnego brytyjskiego portalu internetowego „Digital Spy” w swoim artykule napisali: „[«Thank You Very Much»] jest dużym, letnim popowym numerem z jednym z tych refrenów, który zaczynasz nucić po kilku godzinach po tym, jak go usłyszałeś”.

### Sprzedaż
Utwór był 3. najlepiej sprzedającym się singlem w formacie cyfrowym w Polsce w 2013 roku, za co Związek Producentów Audio-Video przyznał mu wyróżnienie Cyfrowej Piosenki Roku. Pamiątkowa statuetka za to osiągnięcie została wręczona Margaret podczas koncertu Królowie sieci, odbywającego się w ramach festiwalu TOPtrendy 2014.
Singel był ponadto notowany na oficjalnych listach sprzedaży: w Niemczech, w których znalazł się na 41. miejscu, w Austrii, plasując się na 38. miejscu listy siedemdziesięciu pięciu najlepiej sprzedających się singli oraz we Włoszech, gdzie dotarł do 22. pozycji.
O piosence i towarzyszącemu jej teledyskowi pisały media nie tylko w Polsce, ale i za granicą m.in. brytyjski dziennik „The Sun”.
Teledysk do „Thank You Very Much” został nagrodzony podczas gali Eska Music Awards 2013 statuetką w kategorii Eska TV Award – Najlepsze video. Kompozycja była również nominowana w kategorii Najlepszy hit.

### W radiach
Utwór był grany przez rozgłośnie radiowe zarówno w Polsce, jak i innych krajach, zyskując popularność m.in. w Niemczech, Austrii, Szwajcarii, Chorwacji, Izraelu, Libanie, Rosji, Hiszpanii, Francji, Wielkiej Brytanii czy we Włoszech.
Kompozycja była notowana na wielu radiowych listach przebojów m.in. na 1. miejscu na listach w radiach: RMF, Eska czy RMF Maxxx.
Singel znalazł się na 2. miejscu listy AirPlay – Nowości, najczęściej granych nowych piosenek w polskich rozgłośniach radiowych.

### Wykorzystanie utworu
W 2013 roku utwór został wykorzystany jako motyw przewodni wiosennej ramówki telewizji Polsat. W tym samym roku do promocji swojej jesiennej ramówki fragment kompozycji wykorzystała również niemiecka telewizja Pro7.
Przebój znalazł się na ścieżce dźwiękowej komedii Piotra Wereśniaka Wkręceni, której premiera odbyła się 10 stycznia 2014. Miesiąc później część utworu została użyta w jednej z reklam sieci komórkowej Play, nagranej z udziałem Margaret.

### Notowania

#### Pozycje na listach sprzedaży
| Kraj    | Lista (2013)    | Najwyższa pozycja |
| ------- | --------------- | ----------------- |
| Austria | Singles Top 75  | 38                |
| Niemcy  | Top 100 Singles | 41                |
| Włochy  | Top 50 Singles  | 22                |

#### Pozycje na listach airplay
| Kraj   | Lista (2013)               | Najwyższa pozycja |
| ------ | -------------------------- | ----------------- |
| Polska | AirPlay – Nowości          | 2                 |
| Polska | AirPlay – Największe skoki | 2                 |
| Rosja  | Top Hit Weekly General     | 127               |

#### Pozycje na listach przebojów
| Kraj   | Lista (2013)           | Najwyższa pozycja |
| ------ | ---------------------- | ----------------- |
| Polska | Radio Eska (Gorąca 20) | 1                 |
| Polska | RMF FM (POPLista)      | 1                 |
| Polska | RMF Maxxx (Hop Bęc)    | 1                 |

### Nagrody i nominacje
| Rok  | Konkurs                                             | Kategoria                                                     | Rezultat    |
| ---- | --------------------------------------------------- | ------------------------------------------------------------- | ----------- |
| 2013 | TOPtrendy 2013                                      | Największe przeboje roku                                      | Nominacja   |
| 2013 | Bałtycki Festiwal Piosenki                          | Rywalizacja o Grand Prix festiwalu                            | 2. miejsce  |
| 2013 | Eska Music Awards 2013                              | Najlepszy hit                                                 | Nominacja   |
| 2013 | Eska Music Awards 2013                              | Eska TV Award – Najlepsze video                               | Wygrana     |
| 2013 | Najlepsi 2013 – Plebiscyt Onet.pl                   | Teledysk roku – Polska                                        | 2. miejsce  |
| 2013 | Gorąca 100                                          | 100 największych hitów 2013                                   | 94. miejsce |
| 2013 | Przebój roku RMF FM 2013                            | Przebój roku                                                  | 78. miejsce |
| 2013 | Podsumowanie notowań Listy Przebojów Radia Zet 2013 | Najpopularniejsze utwory na Liście Przebojów Radia Zet w 2013 | 26. miejsce |
| 2014 | TOPtrendy 2014                                      | Cyfrowa Piosenka Roku                                         | 3. miejsce  |

## Twórcy
Opracowano na podstawie materiału źródłowego.

- Margaret – wokal prowadzący
- Thomas Karlsson – autorstwo muzyki i tekstu, koprodukcja, wokal wspierający
- Joakim Buddee – autorstwo muzyki i tekstu, koprodukcja
- Ant Whiting – produkcja muzyczna, programowanie, fortepian, organy, gitara
- Jeremy Wheatley – miksowanie
- Robert Uhlmann – aranżacja
- Cutting Room – mastering
- Joe Auckland – trąbka
- Mark Brown – saksofon
- Lovisa Birgersson – wokal wspierający